# Puck (nome)
Puck  è un nome proprio di persona olandese maschile e femminile.

## Origine e diffusione

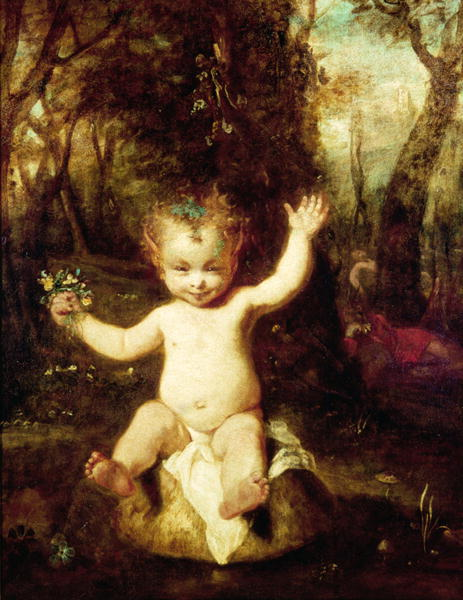
Puck raffigurato da Joshua Reynolds

Riprende il nome dello spirito del folklore inglese Puck, che compare anche ne il Sogno di una notte di mezza estate di Shakespeare e da cui prende il nome un satellite di Urano.
L'etimologia del nome è incerta: deriva probabilmente da pouke, "diavolo", "spirito malvagio", a sua volta dall'inglese antico puca (correlato al norreno puki), di origine definitiva ignota.

## Onomastico
È un nome adespota, ovvero non è portato da alcun santo. L'onomastico si festeggia dunque il 1º novembre, in occasione di Ognissanti.

## Persone

### Femminile
- Puck Oversloot, nuotatrice olandese
- Puck Moonen, ciclista olandese

### Maschile
- Puck van Heel, calciatore olandese